# Đông Hưng, Phòng Thành Cảng
Đông Hưng (giản thể: 东兴, phồn thể: 東興, bính âm Hán ngữ: Dōngxìng) là một thành phố cấp huyện thuộc Phòng Thành Cảng của Quảng Tây, Trung Quốc. 

## Vị trí
Đông Hưng nằm ở phía tây nam của Khu tự trị dân tộc Choang Quảng Tây, với sông Bắc Luân (北仑河) chảy dọc theo biên giới Việt-Trung vào vịnh Bắc Bộ tại Hà Khẩu. Phía đông và phía bắc Đông Hưng là quận (thị hạt khu) Phòng Thành của thành phố (địa cấp thị) Phòng Thành Cảng. Phía tây tiếp giáp với Việt Nam, phần thuộc Thành phố Móng Cái, tỉnh Quảng Ninh. Hai thành phố này cách nhau chưa đầy 100 mét, nằm bên hai bờ sông Bắc Luân.
Cửa khẩu Đông Hưng là cửa khẩu quan trọng về mậu dịch và du lịch giữa Trung Quốc và Việt Nam. Việc đi lại giữa hai bên diễn ra tại cầu Bắc Luân.
Khoảng cách tới các thành phố lớn:
- Bắc Kinh (Trung Quốc): 2194 km
- Nam Ninh (Trung Quốc): 180 km
- Quảng Châu (Trung Quốc): 573 km
- Thượng Hải (Trung Quốc): 1722 km
- Trạm Giang (Trung Quốc): 249 km
- Hạ Long (Việt Nam): 180 km
- Hà Nội (Việt Nam): 318 km
- Lạng Sơn (Việt Nam): 130 km
- Hải Phòng (Việt Nam): 250 km
- Uông Bí (Việt Nam): 216 km
- Thành phố Hồ Chí Minh (Việt Nam): 1202 km

## Lịch sử

Đông Hưng phố (東興痡) trong một bản đồ cổ của Việt Nam thế kỷ XIX là Việt Nam toàn cảnh dư đồ (越南全境輿圖). Vị trí Đông Hưng thuộc tỉnh Quảng Yên nhà Nguyễn (廣安省), trên vùng biên giới đất liền với Khâm Châu tỉnh Quảng Đông nhà Thanh Trung Quốc.

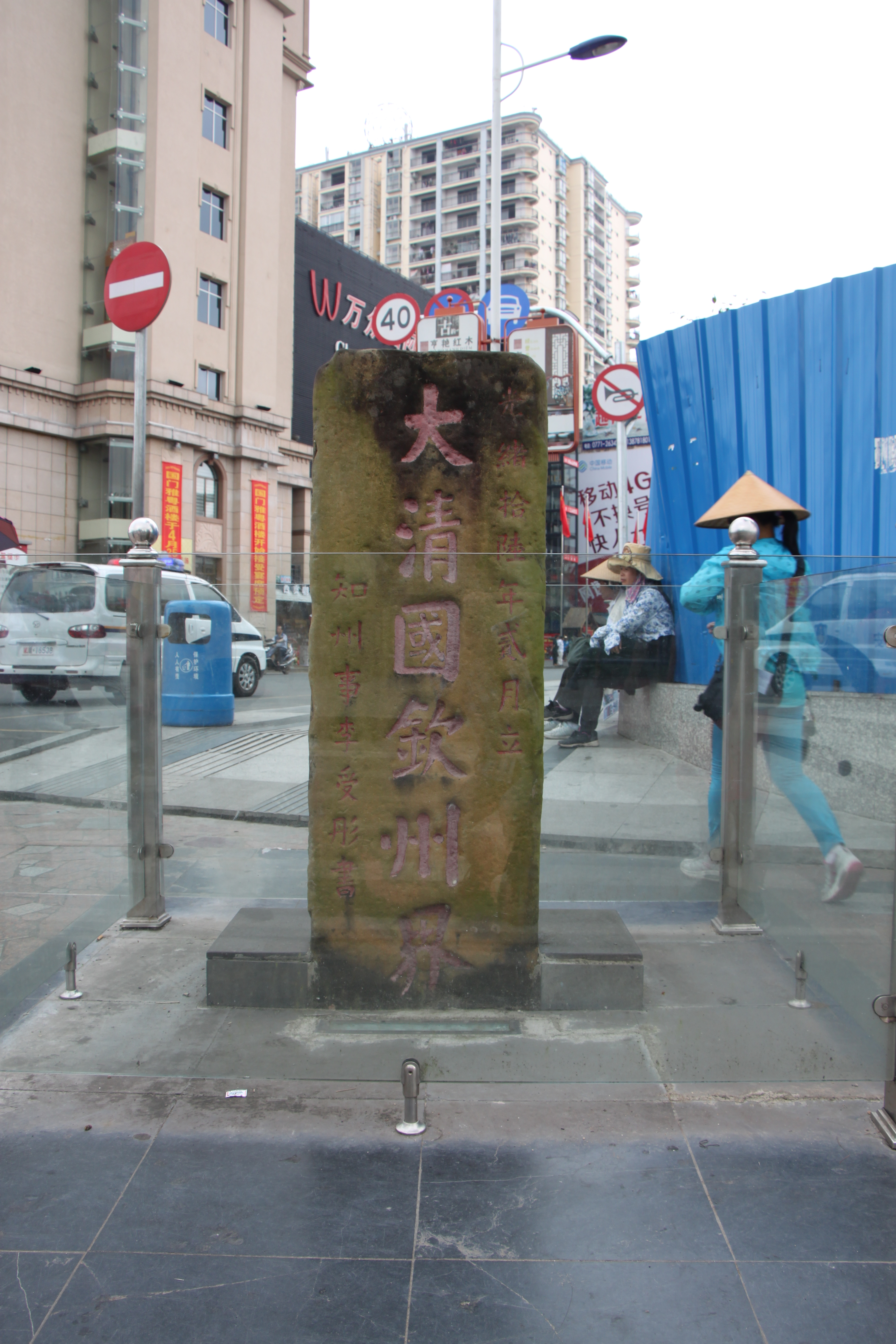
Bia đá có từ thời Quang Tự nhà Thanh đánh dấu biên giới Trung-Việt. Trên bia có chữ Hán lớn "Đại Thanh Quốc Khâm Châu Giới".

Khu vực Đông Hưng, Thượng Tư, Phòng Thành cùng khu Giang Bình-Bạch Long ，từ khi có ghi chép bằng chữ, khu vực này luôn được cai trị và quản lý bởi các triều đại Trung Quốc. Đông Hưng được hình thành vào cuối đời nhà Minh, phát triển mạnh trong đời nhà Thanh, với trên 400 năm lịch sử.
Vào thập niên 1940, Đông Hưng là cửa khẩu thông thương giữa Trung Quốc với các nước Đông Nam Á, Mỹ, Nhật Bản, Anh, Pháp v.v.., được mệnh danh là "Tiểu Hương Cảng" (Hồng Kông nhỏ).
Năm 1989, hai nước Việt Nam - Trung Quốc khôi phục lại mậu dịch biên giới, sau những căng thẳng đã diễn ra giữa hai nước trong giai đoạn cuối thập niên 1970 đầu thập niên 1980.
Tháng 9 năm 1992, Văn phòng đặc khu của Quốc vụ viện nước Cộng hòa Nhân dân Trung Hoa đã phê chuẩn thành lập khu hợp tác kinh tế biên giới Đông Hưng với diện tích khoảng 4,07 km². Ngày 29 tháng 4 năm 1996, Quốc vụ viện Cộng hòa Nhân dân Trung Hoa phê chuẩn thành lập huyện cấp thị Đông Hưng, bao gồm 3 trấn là Đông Hưng, Giang Bình và Mã Lộ, với đường biên giới đất liền dài khoảng 28 km, đường bờ biển khoảng 54 km, tổng diện tích 540,7 km², dân số 110.000 người (2007). Đây cũng là khu vực duy nhất có dân tộc Kinh của Trung Quốc sinh sống.
Theo dự kiến, năm 2010, khu mậu dịch tự do ASEAN- Trung Quốc sẽ đi vào hoạt động và Đông Hưng có tiềm năng để phát triển mạnh hơn nữa.

## Phân chia hành chính
Huyện cấp thị Đông Hưng chia ra làm 3 trấn là Đông Hưng, Giang Bình, Mã Lộ. Trụ sở hành chính của huyện cấp thị đặt tại trấn Đông Hưng.
| Huyện cấp thị ĐÔNG HƯNG                         |
| ----------------------------------------------- |
| Trấn · MÃ LỘ Trấn · ĐÔNG HƯNG Trấn · GIANG BÌNH |

| Đông Hưng (Phòng Thành Cảng, Quảng Tây) |                 |                 |                                      |                           |           |           |
| Số thứ tự                               | Tên khu vực     | Diện tích (km2) | Dân số thường trú (người) (năm 2020) | Mật độ dân số (người/km2) | Tỷ lệ (%) | Tỷ lệ (%) |
| Số thứ tự                               | Tên khu vực     | Diện tích (km2) | Dân số thường trú (người) (năm 2020) | Mật độ dân số (người/km2) | năm 2020  | năm 2010  |
| 1                                       | Toàn thành phố  | 590,22          | 216.053                              | 366                       | 100,00    | 100,00    |
| 2                                       | trấn Đông Hưng  | 133,33          | 153.243                              | 1.149                     | 70,93     | 61,23     |
| 3                                       | trấn Giang Bình | 205,45          | 49.875                               | 243                       | 23,08     | 29,71     |
| 4                                       | trấn Mã Lộ      | 165,52          | 12.935                               | 78                        | 5,99      | 9,06      |